# شانگری لا (آلبوم ویکس)
شانگری لا چهارمین مینی آلبوم گروه ویکس می‌باشد که در ۱۵ می ۲۰۱۷ زیرنظر کمپانی جلی‌فیش با آهنگ اصلی با همین نام منتشر شد.

## زمینه و انتشار
در ۲۳ مارس ۲۰۱۷، جلی‌فیش اعلام کرد که ویکس در حال کار کردن بر روی آلبوم جدیدی می‌باشد. در ۶ آوریل، کمپانی اعلام کرد که این آلبوم به عنوان جشن گرفتن پنجمین سالگرد آن‌هاشت و کنسرت و جشنواره‌ای برگزار خواهد شد. نام جشنواره «جشنوارۀ وی ویکس» بود که همراه با کنسرت آن‌ها با نام «خیال‌بافی» از ۱۲ می شروع و تا ۱۴ می که تاریخ انتشار آلبوم بود ادامه داشت.
نام و تاریخ انتشار این آلبوم در روز ۲ می مشخص شد که نام آن «شانگری لا» یا «دو وون کیونگ» اعلام شد که در روز ۱۵ می منتشر خواهد شد. در ۴ می، کمپانی عکس‌هایی از اعضا همراه با سنگ تولد و گل تولدشان منتشر کرد.
| سنگ و گل تولد اعضا | سنگ و گل تولد اعضا | سنگ و گل تولد اعضا | سنگ و گل تولد اعضا |
| عضو                | ماه تولد           | گل تولد            | سنگ تولد           |
| ------------------ | ------------------ | ------------------ | ------------------ |
| ان                 | ژوئن               | پیچ امین الدوله    | مروارید            |
| لئو                | نوامبر             | ختمی               | توپاز              |
| کن                 | مارس               | آدونیس             | الماس              |
| راوی               | فوریه              | سدر ژاپنی          | یاقوت              |
| هونگ‎بین            | سپتامبر            | درخت سیب           | یاقوت کبود         |
| هیوک               | ژوئیه              | اسطوخودوس          | یاقوت              |

در ۵ می، ویکس ویدیوی اجرای کانسپتی از ان در حال انجام دادن رقصی، در یوتیوب و نیور تی وی منتشر کرد. در ۷ می، اسامی آهنگ‌ها منتشر شد. همچنین اعلام شد که این آلبوم در دو نسخه سنگ تولد و گل تولد منتشر می‌شود که هردوی آن‌ها شامل یک سی‌دی، یک فوتوبوک ۶۸ صفحه‌ای، یک نشانک کتاب، یک پست کارد و یک پوستر می‌شود. این آلبوم همچنین در نسخهٔ کینو هم منتشر شد که همراه با یک کارت کینو، پست کارد و فوتوکارد و یک پوستر بود.
آلبوم و موزیک ویدیو در ۱۵ می ۲۰۱۷ منتشر شد.

## پروموشن
ویکس پروموشن خود را با اجرای زنده‌ای در برنامهٔ «کتاب طراحی یو هی‌یول» در ۱۶ می آغاز کرد که بعد از آن در برنامه‌های موسیقی زیادی حضور پیدا کرد. در نهایت پروموشن آن‌ها در ۹ ژوئن به پایان رسید.

## لیست آهنگ
※ آهنگ پررنگ شده، آهنگ اصلی آلبوم می‌باشد.
| شماره | نام                                             | سراینده                                             | آهنگساز                       | مدت  |
| ----- | ----------------------------------------------- | --------------------------------------------------- | ----------------------------- | ---- |
| ۱.    | «شانگری لا» (도원경/桃源境)                     | جونگ ایل‌ری، راوی                                    | کانال دیواین                  | ۳:۲۲ |
| ۲.    | «به سمتِ پوچی»                                   | کیم سوجونگ (موزیک کیوب)، ۷۷ کودک (موزیک کیوب)، راوی | اریک لیدبوم، اِم‌اِل‌سی           | ۳:۲۴ |
| ۳.    | «خاموشی»                                        | کیم جی‌هیانگ، راوی                                   | سایمون جانلوف، ملودیزاین      | ۳:۰۹ |
| ۴.    | «۱، ۲، ۳، ۴، ۵» (다가오네) (ترجمه: "داره میاد") | راوی                                                | راوی، پاف                     | ۳:۴۸ |
| ۵.    | «برای ما» (우리에게)                            | کیم جی‌هیانگ، راوی                                   | ملودیزاین، کیپ‌روتز، فسینیتینگ | ۳:۴۳ |
| ۶.    | «شانگری لا» (بی‌کلام)                            |                                                     | کانال دیواین                  | ۳:۲۲ |

## نامزدی‌ها و جوایز

### جوایز برنامه‌های موسیقی
| آهنگ        | برنامه‌ی موسیقی | تاریخ      |
| ----------- | -------------- | ---------- |
| "شانگری لا" | د شو           | ۲۳ می ۲۰۱۷ |

## نمودار عملکرد
| نمودار                          | وصعیت در نمودار | فروش                        |
| ------------------------------- | --------------- | --------------------------- |
| کره جنوبی (جدول آلبوم‌های گائون) | ۲               | - کره: ۸۸,۹۰۰ - ژاپن: ۲,۳۷۰ |
| ژاپن (جدول آلبوم‌های اوریکون)    | ۳۷              | - کره: ۸۸,۹۰۰ - ژاپن: ۲,۳۷۰ |
| جدول هفتگی آلبوم‌های تایوان      | ۳               | - کره: ۸۸,۹۰۰ - ژاپن: ۲,۳۷۰ |
| بیلبورد (جویای داغ‌های آمریکا)   | ۱۳              | - کره: ۸۸,۹۰۰ - ژاپن: ۲,۳۷۰ |
| بیلبورد (جهانی آمریکا)          | ۴               | - کره: ۸۸,۹۰۰ - ژاپن: ۲,۳۷۰ |

## تاریخ انتشار
| منطقه         | تاریخ      | فرمت                  | کمپانی        |
| ------------- | ---------- | --------------------- | ------------- |
| کره جنوبی     | ۱۵ می ۲۰۱۷ | سی دی، دانلود دیجیتال | جلی‌فیش ، سی‌جِی |
| در سراسر جهان | ۱۵ می ۲۰۱۷ | دانلود دیجیتال        | جلی‌فیش        |